# Урок анатомії доктора Тюльпа
«Урок анатомії доктора Тюльпа» (нід. De anatomische les van Dr Nicolaes Tulp) — картина нідерландського художника Рембрандта Гарменса ван Рейна, що була створена в 1632 році. За основу взятий сюжет процесу розтину тіла померлого сімома хірургами під керівництвом Ніколаса Тюльпа. Картина є однією із серії групових портретів, створених для зали засідань гільдії хірургів різними художниками у різний час.
На відміну від подібних портретів у стилі бароко, включаючи його більш пізню роботу «Урок анатомії доктора Деймана» (1656), Рембрандт проігнорував звичайні анатомічні особливості й зосередився на психологічних аспектах. Деякі невідповідності в перспективі, розмірах, анатомії розсіченої руки, а також трохи незручна поза руки лікаря були зумовлені відсутністю досвіду й частковим незнанням анатомії. Проте деякі дослідники вважають, що Рембрандт повністю зрозумів лекцію доктора Тюльпа й картина є точною демонстрацією функціональної анатомії поверхневого згинача пальців.
Картина стала частиною фондів музею Мауріцгейс з 1828 року. За розпорядженням першого короля Нідерландів Віллема I її придбали для поповнення колекції музею, а також вона потрапила під заборону подальшого продажу. Картина під інвентарним номером 146 й сьогодні зберігається в дев'ятій кімнаті музею Мауріцгейс в Гаазі.

## Історія
Закінчивши роботу у своїй лейденській майстерні в 1631 році, Рембрандт переїхав до Амстердаму. Там він налагодив ділові відносини з відомим місцевим артдилером, власником художньої майстерні — Гендріком ван Уйленбюргом. З архівів гільдії Святого Луки відомо, що майстер, який прагнув оселитися в іншому місці, мав спочатку відслужити один або декілька років у майстерні місцевого майстра, перш ніж його могли прийняти до гільдії. Також відомо, що після переїзду Рембрандт протягом приблизно чотирьох років працював на ван Уйленбюрга й лише в 1634 році був прийнятий до гільдії. Таким чином стає зрозумілим, як молодий немісцевий художник отримав замовлення від впливової гільдії хірургів Амстердаму: воно надійшло ван Уйленбюргеру й саме він залучив до виконання роботи члена своєї майстерні — Рембрандта.

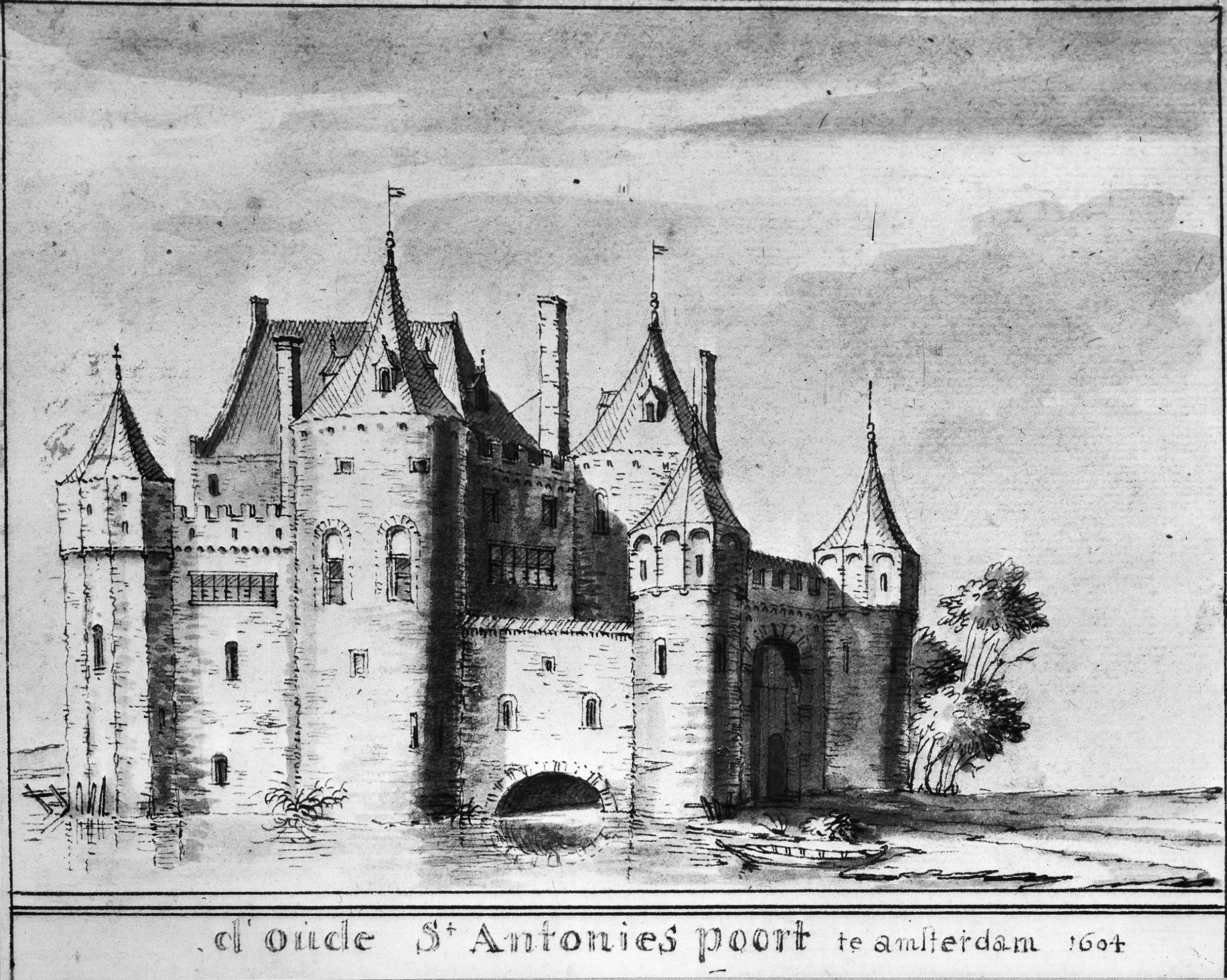
Будівля Вагового будинку, невідомий автор (1604)

Дещо дивною й водночас примітною обставиною було те, що замовлення було надане Рембрандту, хоча в Амстердамі були інші, впізнаваніші, художники. Такими, наприклад, були Томас де Кейзер та Ніколас Пікеной, що вважалися досвідченішими у сфері групового портрета. У той час як інші художники, ймовірно, лише відтворювали попередній груповий образ, було вирішено створити щось нове й, таким чином, новоприбулий Рембрандт отримав це замовлення.
Існує припущення про тісний зв'язок між Ніколасом Тюльпом та Рембрандтом. Відомий державний діяч, колекціонер та меценат того часу Ян Сікс був не тільки близьким другом ван Рейна, а й доводився зятем лікарю Тюльпу. Сікс неодноразово рятував Рембрандта, коли тому були потрібні замовлення. Таким чином замовлення групового портрета для гільдії хірургів художник міг отримати напряму від покровителя, а власник майстерні ван Уйленбюрг не мав жодного відношення.
Починаючи з 1555 року в Амстердамі проводилися публічні демонстрації анатомічних розтинів. Вони були організовані гільдією хірургів, а за часів Рембрандта проводилися в анатомічному театрі будівлі Вагового будинку. Лектор або наглядач гільдії читав лекції, тоді як глядачі (студенти лікарі й звичайні жителі) могли дивитися за певну плату. Уроки анатомії могли тривати декілька днів: спочатку розтинали черевну порожнину, а потім голову та кінцівки. Щоб мінімізувати сморід, заняття проводили в холодні зимові місяці. Кожні кілька років певному художнику доручали написати картину про одну з анатомічних лекцій. Ймовірно це було приурочене обранню нового лектора або зарахуванню кількох нових членів гільдії. Одним з нових лекторів у 1628 році став лікар — Ніколас Тюльп. Саме він прочитав дев'ять публічних лекцій з анатомії в період між 1631 та 1650 роками. Рембрандт, безсумнівно, бачив, як його попередники зображували ці лекції, оскільки в 1632 році в приміщенні гільдії хірургів вже висіли групові портрети, які були створені в 1603, 1619 та 1625 роках.
Після закінчення й передачі замовникам картина з 1632 по 1798 рік знаходилася в головному залі гільдії хірургів Амстердаму, що розташовувалася в будівлі «Ваговий будинок». 1789 року робота Рембрандта перейшла у власність до невідомого приватного колекціонера. 1828 року вона стала частиною колекції музею Мауріцгейс після того, як її придбали у попередньої приватної особи за 32 тисячі флоринів. Король Нідерландів Віллем I особистим розпорядженням заборонив подальший продаж картини.

## Опис

### Художні особливості
Груповий портрет Рембрандта набагато динамічніший за будь-який зі створених раніше. Він відійшов від звичного горизонтального розташування, що досить статично групувало осіб. Рембрандт обрав пірамідальне розташування, в якому лектор Тюльп одноосібно займає всю праву половину картини, а лікарі, які спостерігають за розтином — займають ліву. Він також вирішив відмовитися від традиції, коли особи, яких зображали сидячими, дивляться прямо з картини на глядачів. В інтерпретації сюжету Рембрандта кожен член гільдії зосереджує свій погляд на процесі розтину тіла, що створює ефект живої композиції. Зображення чоловіка, який нахиляється вперед, в той час було незвичним рішенням та цікавим винаходом художника.
Сюжет картини не є автентичним відображенням розтину в січні 1632 року, який спочатку починався з черевної порожнини та голови. Натомість Рембрандт створив уявну конструкцію, композиція якої значною мірою характеризувалася образним міркуванням. Труп перебуває у центрі уваги глядачів завдяки своїй інтенсивній яскравості. Звідси погляд спрямовується до освітлених голів глядачів, вирази яких відображають різний ступінь уваги, а також до обличчя та рук лікаря Тюльпа. Останній за допомогою щипців вказує на певні м'язи та сухожилля руки трупа, демонструючи їхню роботу пальцями лівої руки.
Як свідчить помітний підпис у верхній частині картини, Рембрандт певно пишався цією картиною. У той час як попередні роботи він підписував монограмою RHL (Rembrandt Harmenszoon of Leiden), «Урок анатомії лікаря Тюльпа» містить «Rembrandt. f[ecit] 1632». Ця картина та латинське повідомлення про те, що «Рембрандт зробив це», ймовірно знаменували собою початок зрілої кар'єри художника. Зухвала, композиційно новаторська та глибоко психологічна картина «Урок анатомії лікаря Тюльпа» принесла ван Рейну визнання в Амстердамі та заможність, а також вплинула на майбутні покоління художників.

### Зображені особи
Ніколас Тюльп заледве не ключовий персонаж на цьому груповому портреті. Це підкреслюється зображенням ніші в стіні у вигляді мушлі, що створює враження ніби він сидить на троні. Тюльп також єдиний чоловік, який знаходиться в капелюсі. Під час сучасних досліджень було виявлено, що Франс ван Лунен (хірург, зображений у верхній частині картини), також носив капелюха, але Рембрандт зафарбував його. Ймовірно це було виконано на прохання самого Тюльпа. Про виправлення нагадує тінь позаду голови ван Лунена, схожа на силует головного убору. Вірогідним є те, що сюжет розтину саме руки обрав власне лікарем Тюльпом. Останній міг таким чином реалізувати своє бажання увіковічити себе поряд з відомими попередниками, такими як німецький лікар Андреас Везалій, лекція з розтину руки якого була зображена в книзі «Про будову людського тіла» (1543). Саме тому деякі дослідники припускаються думки про те, що таким чином Тюльп міг наслідувати свого колегу.
Крім лектора Тюльпа й лікаря Франса ван Лунена на картині були зображені ще шестеро членів гільдії хірургів, кожен з яких очевидно, заплатив комісійні, щоб бути включеним. Труп для розтину належав озброєному грабіжникові Адріану Адрієнсу (на прізвисько «het Kind»), який був повішений 28 січня 1632 року, а через три дні тіло було надане для лекції. У нижньому правому куті картини знаходиться великий відкритий підручник з анатомії, майже напевно яким був «Про будову людського тіла» Андреаса Везалія.
На картині були зображені наступні особи:
- Ніколас Пітерс Тюльп — лікар, член міської ради Амстердама, міський голова, лектор та голова гільдії хірургів Амстердаму;

- Маттейс Калкун (нід. Matthijs Calkoen) — член гільдії хірургів Амстердаму з 1615 по 1639 рік;

- Якоб Янсзон де Віт (нід. Jacob Jansz. de Wit) — хірург, член гільдії хірургів Амстердаму з 1611 по 1630 рік;

- Гартман Гартмансзон (нід. Hartman Hartmansz.) — старшина гільдії хірургів Амстердаму з 1634 року;

- Якоб Ділофсе Блок (нід. Jacob Dielofse Block) — член гільдії хірургів Амстердаму 1623 року;

- Франс ван Лунен (нід. Frans van Loenen) — хірург з 1620 року;

- Адріан Корнелісзон (нід. Adriaen Cornelisz.) — учень гільдії хірургів Амстердаму з 1614 року;

- Якоб Янсзон Колевелт (нід. Jacob Jansz.Colevelt) — член гільдії хірургів Амстердаму з 1611 року, згодом хірург[4][14].

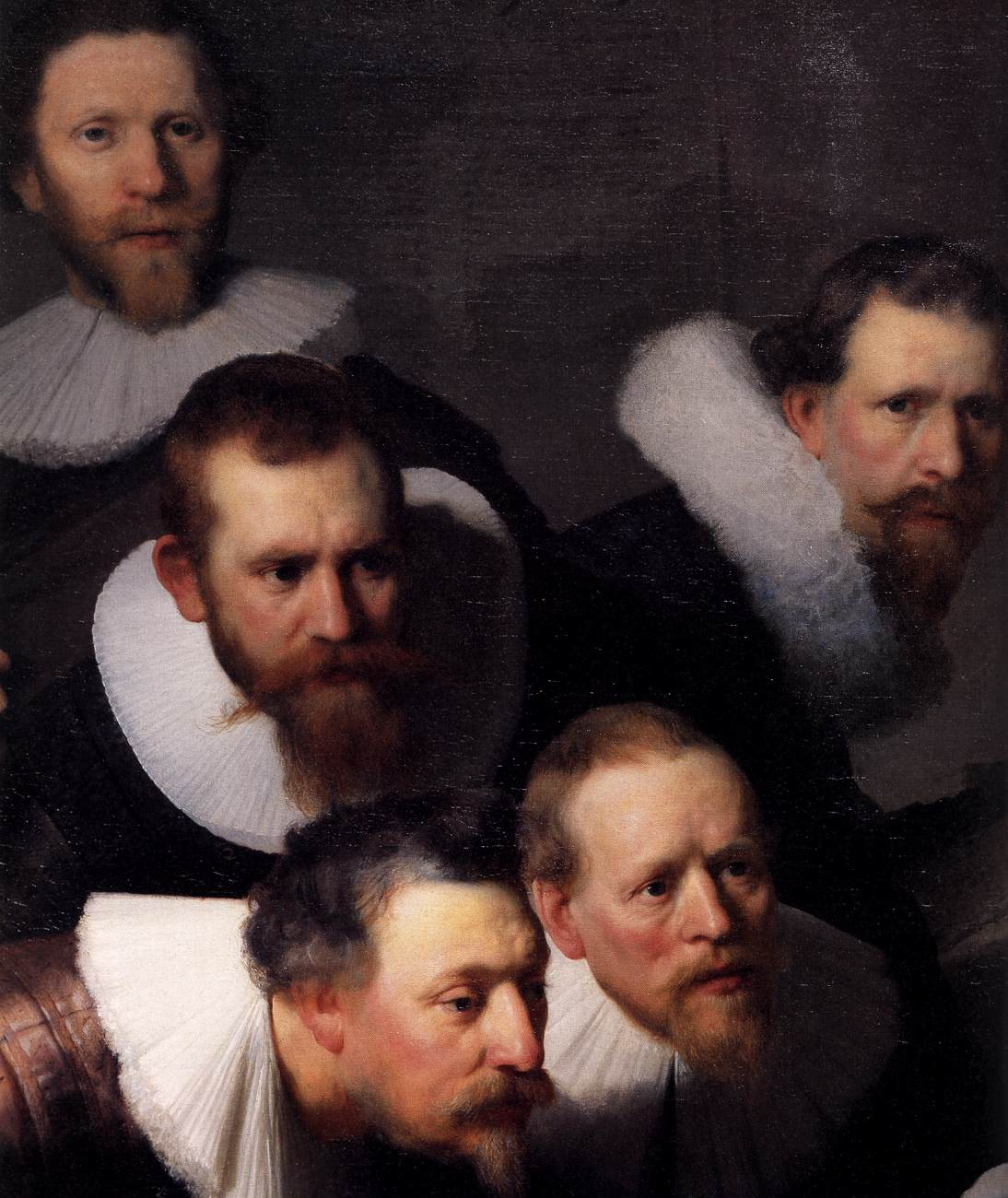
Зліва направо: Франс ван Лунен (зверху), Якоб Ділофсе Блок, Гартман Гартмансзон, Якоб Янсзон де Віт, Маттейс Калкун.
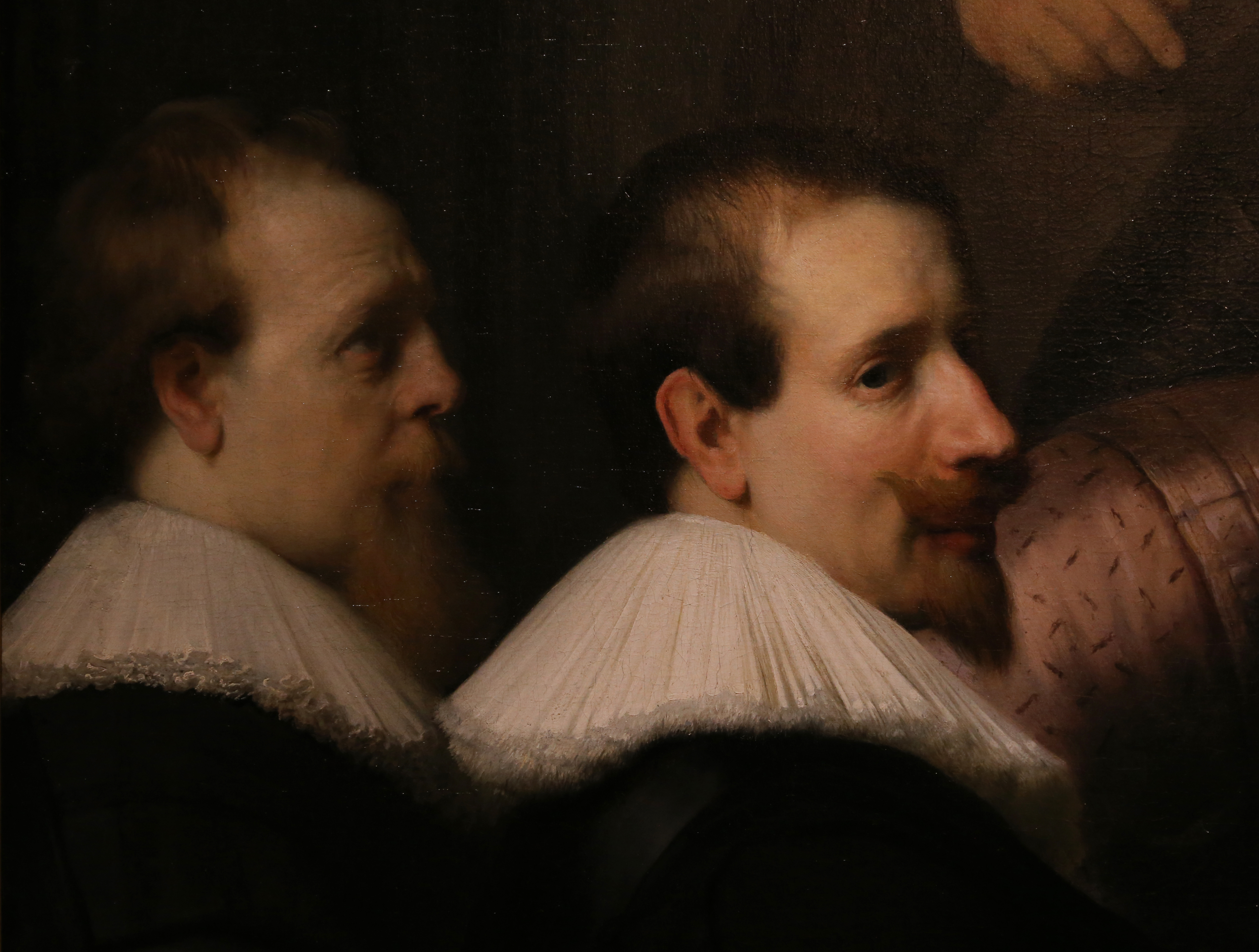
Адріан Корнелісзон, Якоб Янсзон Колевелт
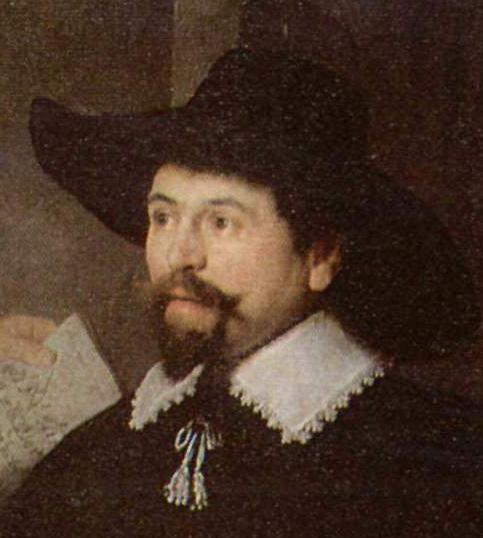
Ніколас Пітерс Тюльп - декан гільдії хірургів, лектор.

На задньому плані праворуч Гартман Гартмансзон тримає аркуш паперу, на якому написані імена семи спостерігачів. Янсзон де Віт на той час вже був видатним хірургом, а інші були менш відомими. Їх, ймовірно, залучили, щоб розділити витрати на виготовлення картини. Франс ван Лунен, який стоїть позаду, немов би дивиться на спостерігачів. Крайній чоловік зліва був Якобом Кульвельтом, якого додано пізніше. Він дивиться прямо на доктора Тюльпа і, здається, ретельно прислухається до того, що говорить лектор. Меттейс Калкун, найближчий хірург до доктора Тюльпа, пильно дивиться на ліву руку лектора. Якоб Блок, що знаходиться позаду нього, зображений в тій самій позі. На відміну від них Якоб де Віт трохи нахиляється вперед, щоб побачити розчленований труп, про який читає лекцію доктор Тюльп. На картині помітна деяка невідповідність розмірів між розсіченим надпліччям ззаду та непошкодженою рукою спереду. Багато дослідників вважали, що Рембрандт використовував вже розсічену руку як зразок або спирався на анатомічні малюнки Везалія чи Цессарі. Сучасні рентгенівські знімки картини показали, що ліва рука трупа закінчилася ампутованою куксою. Невідомо чому, але Рембрандт намагався замаскувати це, намалювавши нову руку зверху. Інші дослідники дотримувалися думки, що Рембрандт не до кінця зрозумів про що була лекція лікаря Тюльпа й пізніше був вимушений робити виправлення вже закінчених картини.
Права рука Адріана Адрієнса має незначну відмінність кольору відносно решти тіла. Рентгенологічне дослідження картини показало, що спочатку Рембрандт замість руки малював лише куксу. Адрієнс, затятий злодій з декількома судимостями, легко міг втратити цю руку під час злочину чи в бійці. Ймовірно Тюльп або Рембрандт, відчуваючи, що кукса відверне увагу від головного сюжету картини, вирішили зобразити руку повноцінною. Оскільки Рембрандт початково не зображав руку цілою подальше виправлення з часом стало помітнішим. Це трапилося через стоншення основних шарів фарби, верхні з яких стали прозорішими. Ця обставина дозволяє припустити, що Рембрандт був присутнім при лекції з розтину й бачив куксу на власні очі. Хоча нині картина розглядається насамперед, як чудовий витвір мистецтва, в ті часи вона мала певну документальну цінність. Однією з особливостей сюжету є виключення препаратора, особи, обов'язки якої полягали в підготовці тіла до розтину. Натомість цю роль Рембрандт відвів безпосередньо лікарю Тюльпу. Саме тіло художник виконав в сірувато блідих відтінках, щоб відрізнити його від живих персонажів. Крім того, він додав так звану «тінь смерті» на обличчі трупа, щоб підкреслити той факт, що він помер.

Дослідники творчості ван Рейна припускають, що пупок трупа має форму великої літери R, яка є відсилкою до підпису художника. Рембрандт інтенсивно працював над вдосконаленням свого підпису в 1632 році, використовуючи три різні типи послідовно, перш ніж зупинитися на останньому, який знаходить відбиття у пупці Адріана Адрієнса.

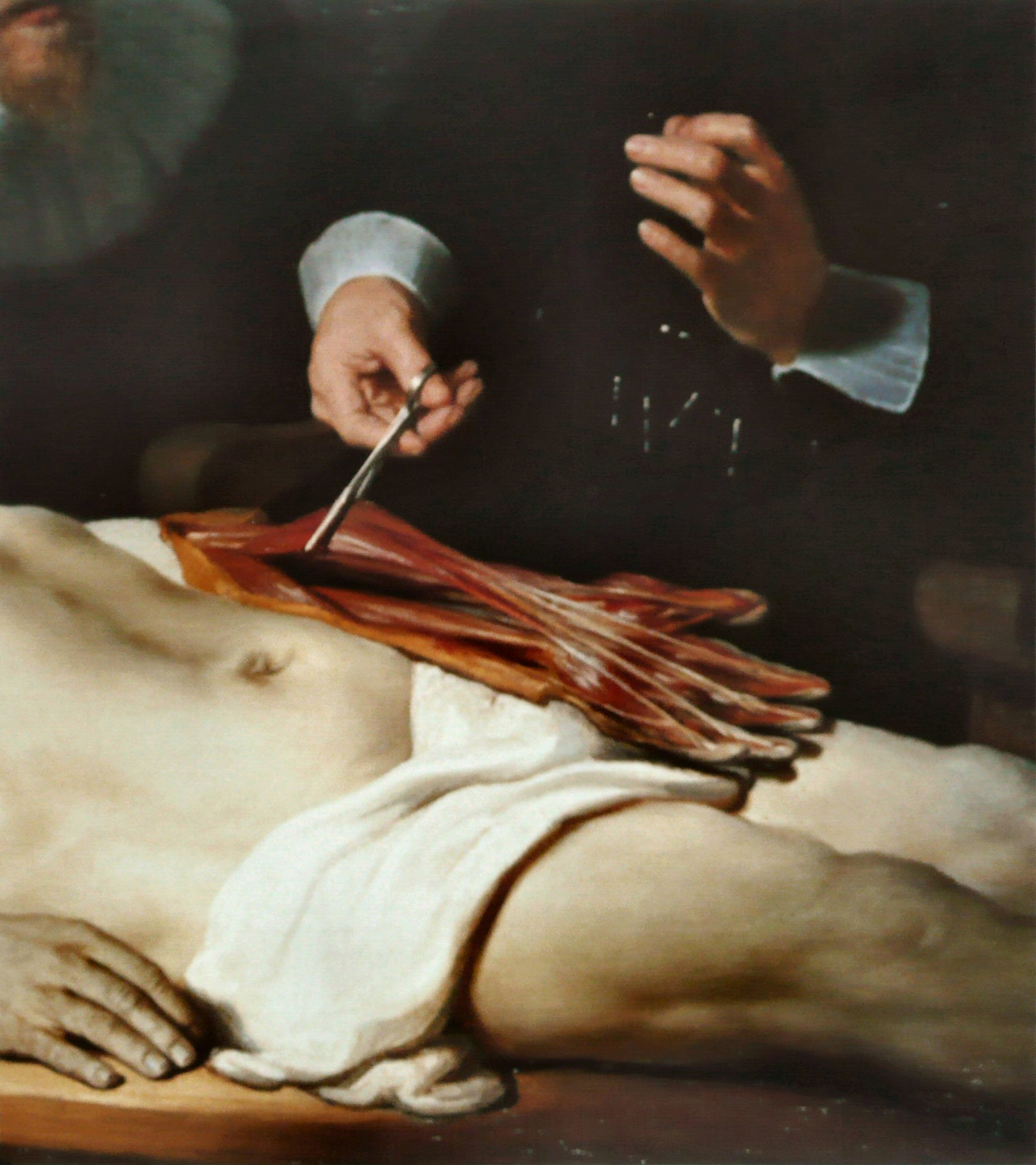
Розтин поверхневого згинача пальців
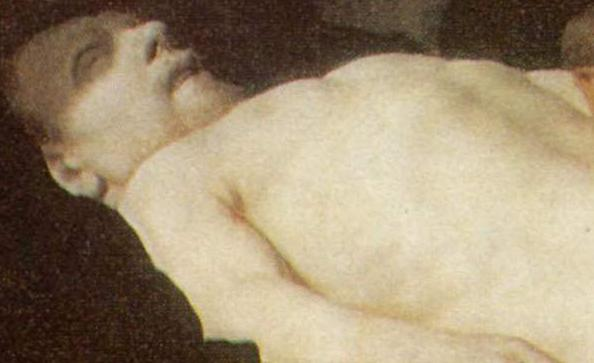
Тіло для розтину належало злочинцю Адріану Адрієнсу
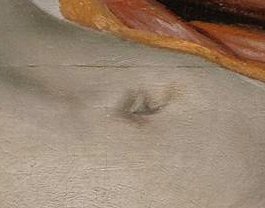
Манера виконання пупка може слугувати відсилкою до підпису ван Рейна (велика літера R)

## Відгуки
Доктор філософії з епідеміології та анатомії людини Гідде ван дер Плуг (англ. Hidde van der Ploeg) з професійної точки зору описав картину наступним чином: «Хоча нині картина переважно вважається важливим і красивим витвором мистецтва, в той час вона безумовно мала певну документальну цінність для керівництва гільдії хірургів Амстердама».
Член міжнародної мережі кураторів мистецтва (CODART), керівник відділу візуальної культури лондонського музею Wellcome Collection Вільям Шупбах (англ. William Schupbach) запропонував своє бачення сюжету картини. У його тлумаченні зміст картини потрібно розуміти не через анатомічний, науковий та раціоналістичний підхід, а через метафізику. Насамперед найглибший урок картини стосується природи людини та її відносин з Богом. Цей процес виражається опосередковано у формі парадокса через навмисне зіставлення зовні суперечливих ідей у зображенні.